# Heksadekan
Heksadekan, cetan — organiczny związek chemiczny z grupy alkanów o szesnastu atomach węgla połączonych w prosty łańcuch. Stosowany jako wzorzec do wyznaczania liczby cetanowej.
Jest jednym ze związków o najniższej liczbie oktanowej: < −30.